# Condado de Pickaway
El condado de Pickaway (en inglés: Pickaway County), fundado en 1810, es uno de 92 condados del estado estadounidense de Ohio. En el año 2000, el condado tenía una población de 52,727 habitantes y una densidad poblacional de 41 personas por km². La sede del condado es Circleville. El condado recibe su nombre en honor a la derivación de la tribu pekowi, una rama de los shawnee, o una variante de la palabra nativa «piqua». El condado forma parte del área metropolitana de Columbus.

## Geografía
Según la Oficina del Censo, el condado tiene un área total de 1,313 km², de la cual 1,300 km² es tierra y 13 km² (0.96%) es agua.

### Condados adyacentes
- Condado de Franklin (norte)
- Condado de Fairfield (este)
- Condado de Hocking (sureste)
- Condado de Ross (sur)
- Condado de Fayette (suroeste)
- Condado de Madison (noroeste)

## Demografía
Según la Oficina del Censo en 2000, los ingresos medios por hogar en el condado eran de $42,832, y los ingresos medios por familia eran $49,259. Los hombres tenían unos ingresos medios de $36,265 frente a los $26,086 para las mujeres. La renta per cápita para el condado era de $17,478. Alrededor del 9.50% de la población estaban por debajo del umbral de pobreza.

## Municipalidades

### Ciudades
- Circleville

### Villas
| - Ashville - Commercial Point - Darbyville | - Harrisburg - New Holland - Orient | - South Bloomfield - Tarlton - Williamsport |

### Lugares designados por el censo
- Logan Elm Village

### Áreas no incorporadas
- Derby

### Municipios
El condado de Pickaway está dividido en 15 municipios:
| - Circleville - Darby - Deer Creek - Harrison - Jackson | - Madison - Monroe - Muhlenberg - Perry - Pickaway | - Salt Creek - Scioto - Walnut - Washington - Wayne |